# Садыхов, Рза Наджаф Кули оглы
Рза Наджаф Кули оглы Садыхов — советский государственный деятель, первый заместитель председателя (1960—1962) и заместитель председателя Совета министров Азербайджанской ССР (1947—1949, 1958—1960, 1962–1970), министр финансов Азербайджанской ССР (1949–1958).

## Биография
Родился в Баку в 1914 году в семье рабочего. После окончания семилетней школы в 1928 году он поступил в строительный техникум, где  получил среднее специальное образование. 
Поступил на архитектурный факультет Азербайджанского индустриального института в 1933 году, проработав год инженером-строителем на Масаллинской МТС. Во время учебы работал в центральном аппарате треста «Азгаз», работал техником-строителем, дежурным инженером, начальником технического отдела, начальником технического отдела, начальником ремонтно-строительного управления, заместителем директора и директором треста. После окончания университета в 1939 году его повысили до заместителя управляющего трестом «Азгаз». В 1941-1942 годах работал заместителем директора Азербайджанского государственного строительного треста, главным инженером строительно-монтажного участка, начальником строительства завода. 
До 1945 года работал главным инспектором Наркомата государственного контроля Азербайджанской ССР, а с 1945 года — заместителем председателя Госплана при Совнаркоме Азербайджанской ССР. Работал заместителем председателя Совета Министров Азербайджанской ССР в 1947-1949 годах, министром финансов Азербайджанской ССР в 1949-1958 годах.  В 1958-1960 годах он работал заместителем председателя Совета Министров Азербайджанской ССР, в 1960-1962 годах - первым заместителем, а с 1962 года - вновь заместителем. 
Рза Садыгов — член ВЛКСМ с 1934 года, член Коммунистической партии Советского Союза с 1941 года.  Избирался депутатом Верховного Совета СССР VI созыва, Верховного Совета Азербайджанской ССР  II, IV, V и VII созывов.  Член ЦК Компартии Азербайджана с 1956 года (член бюро в 1960-1962 годах), награжден орденом Ленина (1959) и медалями. 
Рза Садыхов умер 3 мая 1986 года.  Похоронен на Ясамальском кладбище .